# At-Talla
At-Talla (arab. الطلة) – wieś w Syrii, w muhafazie Aleppo, w dystrykcie Afrin. W 2004 roku liczyła 213 mieszkańców.